# Kukufeldia tilgatensis
La kukufeldia (Kukufeldia tilgatensis) è un dinosauro erbivoro appartenente agli ornitopodi. Visse nel Cretaceo inferiore (Valanginiano, circa 136 milioni di anni fa) e i suoi resti fossili sono stati ritrovati in Inghilterra. 

## Classificazione
Questo dinosauro è noto esclusivamente per una mandibola quasi completa, scoperta nell'Ottocento e descritta per la prima volta da Gideon Algernon Mantell nel 1848. L'esemplare venne ritrovato in una cava nei pressi di Cuckfield (West Sussex), nella stessa formazione geologica dove vennero ritrovati i primi resti (principalmente denti) del famoso Iguanodon. Tuttavia, la specie basata sui denti sparsi (Iguanodon anglicus) è attualmente considerata un nomen dubium, a causa della scarsità del materiale e dalla mancanza di caratteri distintivi; quindi, la mandibola di Cuckfield (che presenta invece caratteri distintivi) non può essere ascritta con certezza alla stessa specie.
La mandibola è stata quindi ridescritta nel 2010 come Kukufeldia tilgatensis, e presenta almeno una caratteristica che permette di distinguere questo animale dagli altri iguanodonti rinvenuti in Inghilterra: una fila di piccoli fori che si estende dalla superficie ventrale fino ai lati della mandibola. Si suppone che Kukufeldia fosse un iguanodonte relativamente evoluto, probabilmente più derivato rispetto ad altri iguanodonti di inizio Cretaceo come Hippodraco, Iguanacolossus, Theiophytalia e Dakotadon. 

## Significato del nome
Il nome generico Kukufeldia deriva da Kukufeld, l'antico nome per designare il villaggio di Cuckfield nei pressi del quale è stato ritrovato il fossile. L'epiteto specifico, tilgatensis, si riferisce alla propinqua foresta di Tilgate, un luogo di notevole importanza nella storia della paleontologia perché fu teatro di uno dei primi ritrovamenti di iguanodonte da parte di Mantell.